# Canton de Redange

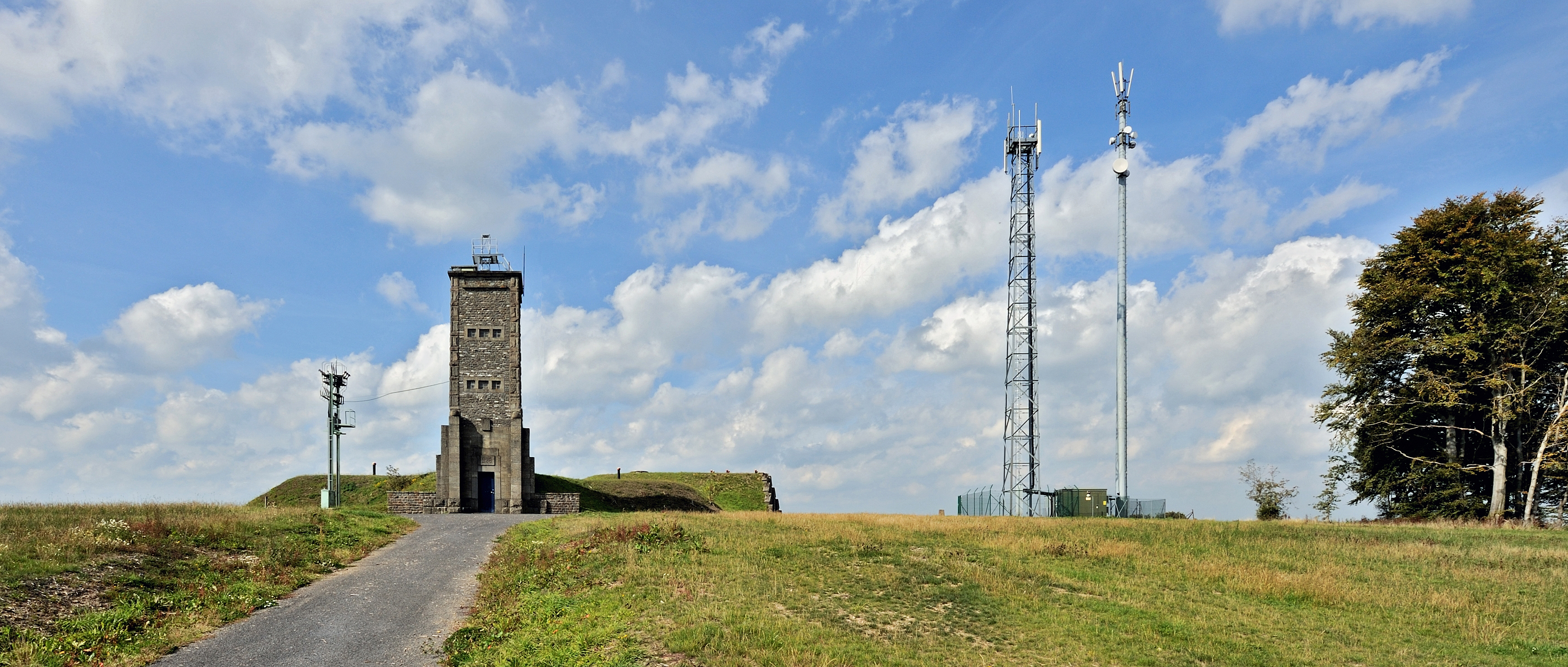
Napoléonsgaard, colline de Rambrouch, plus haute du canton de Redange.

Le canton de Redange est un canton luxembourgeois situé dans l'ouest du Luxembourg. Son chef-lieu est Redange-sur-Attert.

## Histoire
En 1795, les Pays-Bas, la Belgique et le duché de Luxembourg ont été intégrés à la France et divisés en neuf départements. Le Luxembourg constituait le département des Forêts. 
Après une révision administrative en 1796, ce département était constitué de 26 cantons. Un de ces cantons était le canton d'Ospern, qui n'a pris son nom officiel qu'en 1803. Le 15 ventôse an X (6 mars 1802), le département des Forêts fut divisé en vingt-huit cantons, portant le nom de leur chef-lieu. Le canton d'Ospern comprend alors les communes d'Arsdorf, Beckerich, Bettborn, Buschdorf, Calmus, Colpach, Dellen, Ell, Elvange, Everlange, Folschette, Grosbous, Holtz, Ospern, Rambrouch, Redange, Rindschleiden, Saeul, Useldange, Vichten et Wahl. Ses limites correspondaient approximativement aux limites actuelles du canton de Redange. À la même époque, Ospern fut fait décanat, ce que la localité est restée jusqu'à nos jours.
À partir de 1841, Redange a remplacé Ospern en tant que chef-lieu de canton.
Du 30 mai 1857 au 4 mai 1867, le canton de Redange forme, avec le canton de Mersch, le district de Mersch,.
Le 1er janvier 1979, les communes d’Arsdorf, Bigonville, Folschette et Perlé fusionnent pour former la commune de Rambrouch. Le nombre de communes du canton passe dès lors de 13 à 10.
Jusqu'à la suppression des districts en 2015, le canton faisait partie du district de Diekirch.

## Communes
Le canton est constitué de 10 communes :
| Commune                        | Superficie | Population | Densité (en hab./km²) |
| ------------------------------ | ---------- | ---------- | --------------------- |
| Beckerich                      | +0028,41   | +002 879,  | 101,3                 |
| Ell                            | +0021,55   | +001 664,  | 77,2                  |
| Groussbus-Wal                  | +0039,85   | +002 352,  | 59                    |
| Préizerdaul                    | +0015,6    | +001 834,  | 117,6                 |
| Rambrouch                      | +0079,09   | +005 004,  | 63,3                  |
| Redange-sur-Attert (chef-lieu) | +0031,95   | +002 855,  | 89,4                  |
| Saeul                          | +0014,86   | +001 025,  | 69                    |
| Useldange                      | +0023,92   | +002 148,  | 89,8                  |
| Vichten                        | +0012,26   | +001 431,  | 116,7                 |

## Entités limitrophes
Le canton est délimité à l’ouest par la frontière belge qui le sépare des arrondissements d’Arlon et Bastogne situés dans la province de Luxembourg.

## Politique et administration

### Liste des députés
De 1841 à 1919, le canton formait une circonscription électorale dans le cadre des élections législatives.

#### Chambre des députés(depuis 1919)
Depuis 1919, le canton n'est plus utilisé comme circonscription électorale et fait dès lors partie de la circonscription Nord.

## Population et société

### Démographie
L'évolution du nombre d'habitants est connue à travers les recensements de la population effectués dans le pays depuis 1821. Les recensements décennaux de la population permettent de caler les chiffres sur la composition de la population par sexe, âge, nationalité et commune de résidence. Entre deux recensements, la population au 1er janvier de l’année {\displaystyle x} est évaluée en ajoutant à la population au 1er janvier de l’année {\displaystyle x-1} les soldes naturel (naissances {\displaystyle -} décès) et migratoire (arrivées {\displaystyle -} départs) de l'année. La même méthode est appliquée pour la répartition par âge au 1er janvier et les effectifs totaux par nationalité. Depuis le 24 février 1843, le Luxembourg dénombre 12 cantons.
Au 1er janvier 2024, le canton comptait 21 138 habitants.
| 1851   | 1871   | 1880   | 1890   | 1900   | 1910   | 1922   | 1930   | 1935   |
| ------ | ------ | ------ | ------ | ------ | ------ | ------ | ------ | ------ |
| 15 785 | 16 099 | 15 342 | 14 975 | 14 243 | 13 960 | 12 947 | 12 239 | 12 024 |

| 1947   | 1960   | 1970   | 1978   | 1979   | 1981   | 1983   | 1984   | 1985   |
| ------ | ------ | ------ | ------ | ------ | ------ | ------ | ------ | ------ |
| 11 657 | 10 500 | 10 305 | 10 337 | 10 235 | 10 268 | 10 410 | 10 430 | 10 480 |

| 1986   | 1987   | 1988   | 1989   | 1990   | 1991   | 1992   | 1993   | 1994   |
| ------ | ------ | ------ | ------ | ------ | ------ | ------ | ------ | ------ |
| 10 500 | 10 570 | 10 704 | 10 875 | 11 007 | 11 075 | 11 295 | 11 640 | 11 897 |

| 1995   | 1996   | 1997   | 1998   | 1999   | 2000   | 2001   | 2002   | 2003   |
| ------ | ------ | ------ | ------ | ------ | ------ | ------ | ------ | ------ |
| 12 160 | 12 367 | 12 608 | 12 864 | 13 209 | 13 569 | 13 666 | 13 849 | 13 976 |

| 2004   | 2005   | 2006   | 2007   | 2008   | 2009   | 2010   | 2011   | 2012   |
| ------ | ------ | ------ | ------ | ------ | ------ | ------ | ------ | ------ |
| 14 228 | 14 504 | 14 709 | 15 040 | 15 344 | 15 665 | 16 005 | 16 146 | 16 588 |

| 2013   | 2014   | 2015   | 2016   | 2017   | 2018   | 2019   | 2020   | 2021   |
| ------ | ------ | ------ | ------ | ------ | ------ | ------ | ------ | ------ |
| 16 738 | 17 086 | 17 401 | 17 609 | 18 351 | 18 664 | 19 096 | 19 473 | 19 866 |

| 2022   | 2023   | 2024   | - | - | - | - | - | - |
| ------ | ------ | ------ | - | - | - | - | - | - |
| 20 371 | 20 874 | 21 138 | - | - | - | - | - | - |

Le graphique qui aurait dû être présenté ici ne peut pas être affiché car il utilise l'ancienne extension Graph, désactivée pour des questions de sécurité. Des indications pour créer un nouveau graphique avec la nouvelle extension Chart sont disponibles ici.

## Syndicat intercommunal
L'ensemble des communes du canton sont regroupées depuis le 6 mars 1990 au sein du syndicat intercommunal De Réidener Kanton qui a pour but de promouvoir et développer l'attractivité économique et touristique du canton, tout en préservant les activités traditionnelles du canton ainsi que de s'occuper de tout problème d'intérêt général entrant même indirectement dans le cadre dans lequel le syndicat intervient,.